# McCartney (album)
McCartney – pierwszy solowy studyjny album Paula McCartneya, wydany w 1970 roku przez Apple Records.

## Okoliczności powstania i charakterystyka albumu
Album nagrywany był podczas rozpadu The Beatles i kryzysu psychicznego McCartneya związanego z tym wydarzeniem. Muzyk zaszył się w swoim domu w Szkocji, gdzie nagrywał materiał na czterośladowym magnetofonie pożyczonym z wytwórni EMI. Był autorem wszystkich piosenek z albumu, przy czym część odgrzebał z dawnych lat. Zagrał na wszystkich instrumentach słyszanych na płycie, m.in. na gitarze basowej, gitarze akustycznej, pianinie, gitarze elektrycznej, organach i mellotronie.

## Lista utworów
Wszystkie piosenki napisane przez McCartneya

### Edycja oryginalna
1. The Lovely Linda – 0:44
  - krótki akustyczny utwór nagrany w domowym studio
2. That Would Be Something – 2:39
3. Valentine Day – 1:40
  - utwór instrumentalny
4. Every Night – 2:32
5. Hot As Sun/Glasses – 2:07
  - pierwsza piosenka jest jedną z najwcześniejszych piosenek jakie skomponował McCartney, bo w 1959 roku; natomiast druga to zarejestrowana gra na brzegach szklanek; ostatnią kilkusekundową kompozycją jest Suicide, która nie została wymieniona w liście utworów
6. Junk – 1:55
  - piosenka napisana w 1968 roku w Indiach, gdzie Beatlesi studiowali medytację transcendentalną; była nagrana w Esher (dom Harrisona) w maju 1968 roku; ostatnie przymiarki do tego utworu miały miejsce podczas sesji do albumu Abbey Road
7. Man We Was Lonely – 2:57
8. Oo You – 2:49
9. Momma Miss America – 4:05
  - oryginalnie zatytułowana „Rock ‘n’ Roll Springtime
10. Teddy Boy – 2:23
  - piosenka napisana w 1968 roku w Indiach i pierwotnie nagrana przez Beatlesów w styczniu 1969 roku podczas sesji do albumu Let It Be
11. Singalong Junk – 2:35
  - instrumentalna wersja „Junk” z mellotronem w tle
12. Maybe I’m Amazed – 3:51
  - jedna z najbardziej uznanych piosenek McCartneya, która osiągnęła 338. pozycję w rankingu magazynu Rolling Stone na 500 piosenek wszech czasów
13. Kreen-Akrore – 4:15
  - utwór instrumentalny

### Edycja zremasterowana
W 1993 roku McCartney zostało zremasterowane i wydane na nośniku CD jako część serii The Paul McCartney Collection. Nie dodano jednak żadnych bonusów.
1. The Lovely Linda – 0:44
  - krótki akustyczny utwór nagrany w domowym studio
2. That Would Be Something – 2:39
3. Valentine Day – 1:40
  - utwór instrumentalny
4. Every Night – 2:32
5. Hot As Sun/Glasses – 2:07
  - pierwsza piosenka jest jedną z najwcześniejszych piosenek jakie skomponował McCartney, bo w 1959 roku; natomiast druga to zarejestrowana gra na brzegach szklanek; ostatnią kilkusekundową kompozycją jest Suicide, która nie została wymieniona w liście utworów
6. Junk – 1:55
  - pioesnka napisana w 1968 roku w Indiach, gdzie Beatlesi studiowali medytację transcendentalną; była nagrana w Esher (dom Harrisona) w maju 1968 roku; ostatnie przymiarki do tego utworu miały miejsce podczas sesji do albumu Abbey Road
7. Man We Was Lonely – 2:57
8. Oo You – 2:49
9. Momma Miss America – 4:05
  - oryginalnie zatytułowana „Rock ‘n’ Roll Springtime
10. Teddy Boy – 2:23
  - piosenka napisana w 1968 roku w Indiach i pierwotnie nagrana przez Beatlesów w styczniu 1969 roku podczas sesji do albumu Let It Be
11. Singalong Junk – 2:35
  - instrumentalna wersja „Junk” z mellotronem w tle
12. Maybe I’m Amazed – 3:51
  - jedna z najlepszych piosenek McCartneya, która osiągnęła 338. pozycję w rankingu magazynu Rolling Stone na 500 piosenek wszech czasów
13. Kreen-Akrore – 4:15
  - utwór instrumentalny

## Nagrody oraz pozycja na listach przebojów
Kolorem pomarańczowym zaznaczono singel niealbumowy.

Kolorem błękitnym zaznaczono singel niealbumowy, ale przynajmniej jedną ze stron zamieszczono już na reedycjach.
Single
| Data wydania                                | strona A                             | strona B                  | UK Lista    | US Lista | Certyfikat |
| ------------------------------------------- | ------------------------------------ | ------------------------- | ----------- | -------- | ---------- |
| (UK) 4 lutego 1977 r. (US) 7 lutego 1977 r. | Maybe I’m Amazed (wersja koncertowa) | Soily (wersja koncertowa) | 28 (5 tyg.) | 10 ?     | X          |

Album
| Data wydania        | nazwa albumu | UK Lista    | US Lista             | Certyfikat                    |
| ------------------- | ------------ | ----------- | -------------------- | ----------------------------- |
| 17 kwietnia 1970 r. | McCartney    | 2 (32 tyg.) | 1 (1 tyg.) (47 tyg.) | (UK)? (US) 2x-platynowa płyta |

Paul postanowił nie wydawać singlów z tej płyty. Zmienił zdanie dopiero parę lat później wydając przebój Maybe I’m Amazed w wersji na żywo. Album McCartney doszedł do 1. miejsca w USA i 2. w Wielkiej Brytanii. Osiągnął status podwójnie platynowej płyty. Spóźniony singel z piosenką w wersji na żywo „Maybe I’m Amazed” osiągnął zaledwie 28. miejsce na brytyjskich listach przebojów i 10. miejsce w USA.

## Wideografia
Teledyski:
- Maybe I’m Amazed wersja 1 reż. David Puttman

## Twórcy
- Paul McCartney – gitara basowa, gitara akustyczna, pianino, gitara elektryczna, organy, mellotron, keyboard, kompozytor i producent
- Linda McCartney – keyboard, śpiew
- Steve Hoffman – remastering